# 井头爱海
井头爱海（日语：／ Igashira Manami，2001年3月15日—），出生于日本大阪府，日本女演员。2012年，因参加第13届全日本國民的美少女比賽并获得特别奖，进而参演各类影视剧，开始获得知名度。

## 经历
小学时期，因看了音乐剧《小孤女安妮》从而憧憬成为一名音乐剧演员。
2012年，受自己的芭蕾舞老师的邀请参加了第13届全日本國民的美少女比賽，获得审查员特别奖。并与共同参加决赛的选手组成了偶像团体X21。
2013年，参演电影《阿信》。
2016年，被选为第88屆選拔高等學校棒球大會的应援形象代表。
2016年下半年，参演晨间剧《别嫔小姐》，饰演主人公坂东堇的女儿坂东樱。选角理由被认为是与坂东堇的饰演者芳根京子长相相似。
2018年，所属偶像团体X21解散。
2019年2月18日，从堀越高等學校毕业。没有参加大学考试，而是专心投入演员工作。同年12月4日，首次参加由奥斯卡传播组织的盛装摄影会。
2020年秋季上映的《鬼女孩!!》中，首次作为主演。

## 人物
- 兴趣：观察人类[12]。
- 特长：钢琴，古典芭蕾，独轮车[13]。
- 在X21团体中的爱称是「衣蛾」[14]。在《桃子柠檬（日语：ピチレモン）》中的爱称是「玛那」[15]。在《LOVE berry（日语：ラブベリー）》中的爱称是「真名」[16]。
- 因为随和的性格被人说是天然呆，无论是谁都可以结交成好朋友，不过自己认为在初次见面的时候会畏缩不前[2]。

## 戲劇作品

### 電影
- 阿信（2013年10月12日）：饰演 八代加代[3]
- （2015年12月21日）：饰演 松岡友梨[17]
- 鬼女孩!!（2020年10月16日）：饰演 鬼瓦ももか（主演）[18]
- 阿松（2022年3月25日）
- 妖怪合租屋-不是白馬王子怪-（2022年6月17日）：飾演 笹原小梅
- メイヘムガールズ（2022年11月25日）：飾演 大森あかね
- BADBOYS -THE MOVIE-（2025年5月30日）：飾演 由本久美

### 電視劇
- 鸭川食堂（2016年1月10日－2月28日，NHK BS Premium）：饰演 （中学时期）
- 望乡（日语：望郷）（2016年9月28日，東京電視台）：饰演 磯貝亜矢（少女时期）[19]
- 世界奇妙物語（富士電視台）
  - '16秋之特別篇「同時」（2016年10月8日）：飾演 川島朱美（高校時代）
  - '23夏之特別篇「虹」（2023年6月17日）：飾演 川上七美
- NHK晨間劇 別嬪小姐 第15週 - 最終週（2017年1月17日 - 4月1日，NHK）：飾演 坂東（村田）櫻
- 明日的約定（2017年10月17日 - 12月19日，關西電視台・富士電視台）：飾演 田所那美
- 大阪環狀線 每人在車站的愛情故事 第三季（2018年1月17日 - 3月21日，關西電視台）：飾演 桃（主演）
- 愛似百匯（2018年7月11日 - 9月12日，富士電視台）：飾演 小森ちさ
- 櫻的親子丼 第二季（2018年12月1日 - 2019年1月26日，東海電視台）：飾演 古井戶貞子 / 竹園あゆみ
- BRIDGE～始於1995.1.17神戶～（2019年1月15日，關西電視台）：飾演 高倉もも
- 少年寅次郎 第4話・最終話（2019年11月9日・16日，NHK綜合）：飾演 坪内夏子
  - 少年寅次郎 特別篇（2020年12月21日，NHK綜合）：飾演 坪内夏子
- 特命歐巴桑檢事！花村絢乃事件檔案特別篇（2019年12月20日，東京電視台）：飾演 花村真里
- 大岡越前5 第1話（2020年1月10日，NHK BS Premium）：飾演 貴代美
- 葉村晶：世界上最不幸的偵探 第5話 - 最終話（2020年2月21日 - 3月6日，NHK）：飾演 平ミチル
- 愛吃拉麵的小泉同學二代目！（2020年3月27日，富士電視台）：飾演 大澤悠
  - 愛吃拉麵的小泉同學二代目！2022年新春SP（2022年1月8日，富士電視台）：飾演 大澤悠
- Girl Gun Lady（2021年4月7日〈6日深夜〉 - 6月9日〈8日深夜〉，MBS）：飾演 水野千鶴
- 無法結婚的理由（2021年4月18日 - 6月20日，ABC電視台）：飾演 谷村鉄子
- 高校英雄 第5話・第6話（2021年8月28日・9月4日，朝日電視台）：飾演 中真実翔子
- 武士媽媽（2021年10月12日 - 12月14日，日本電視台）：飾演 小川こずえ
- 妖怪合租屋—回歸奇譚怪—（2022年4月9日 - 6月4日，朝日電視台）：飾演 笹原小梅
- 靈媒偵探城塚翡翠 第3話（2022年10月30日，日本電視台）：飾演 蓮見綾子
- NHK大河劇 怎麼辦家康 第9回（2023年3月5日，NHK）：飾演 お玉
- 聽我的電波吧（2023年4月21日 - 6月9日，朝日電視台）：飾演 箱坂富美
- 真實的恐怖故事 夏之特別篇2023「不租給任何人的房間」（2023年8月19日，富士電視台）：飾演 美咲
- 我最差勁的朋友（2023年8月21日 - 10月12日，NHK）：飾演 石川光莉
- 尤莉亞老師的紅線 第1話（2023年10月19日，朝日電視台）：飾演 西田沙世
- 費馬的料理（2023年10月20日 - 12月22日，TBS）：飾演 黑崎麗子
- 過度保護的少爺的溺愛婚姻（2024年5月24日 - 6月28日，MBS）：飾演 鶴岡依音